# Digonodes
Digonodes là một chi bướm đêm thuộc họ Geometridae.